# ORP Mazur (1914)
ORP Mazur, poprzednio V 105 – polski torpedowiec typu V 105, a następnie szkolny okręt artyleryjski służący w latach 1922–1939; dawny niemiecki z czasów I wojny światowej, budowany na zamówienie holenderskie. Okręt został nabyty przez Marynarkę Wojenną z podziału okrętów Kaiserliche Marine po zakończeniu wojny, będąc jednym z pierwszych okrętów polskiej marynarki wojennej. Służył jako okręt szkolny, na którym szkolili się artylerzyści. Zatopiony 1 września 1939 roku przez niemieckie lotnictwo, jako pierwszy okręt bojowy w czasie II wojny światowej. Po zakończeniu kampanii wrześniowej został złomowany.

## Budowa i służba w niemieckiej flocie
Przed wybuchem I wojny światowej holenderska Królewska Marynarka Wojenna (Koninklijke Marine) zamówiła w szczecińskiej stoczni Stettiner Maschinenbau AG Vulcan cztery torpedowce. Miały one otrzymać oznaczenia od Z 1 do Z 4. Formalnie określone były przez Holendrów jako duże lub pełnomorskie torpedowce, a później w niemieckiej służbie otrzymały oznaczenia typowe dla niszczycieli. Faktycznie, ze względu na niewielką wyporność, były torpedowcami przeznaczonymi do działań na wodach przybrzeżnych. Położenie stępki pod przyszły Z 1 (numer stoczniowy 353) miało miejsce w 1913 roku. Po rozpoczęciu I wojny światowej nieukończony kadłub, znajdujący się jeszcze na pochylni, został 10 sierpnia 1914 roku zarekwirowany przez niemiecką marynarkę. Wodowanie miało miejsce 26 sierpnia tego roku, a torpedowiec otrzymał oznaczenie: V 105 (V od stoczni Vulcan).
Do służby w Kaiserliche Marine wcielony został 5 stycznia 1915 roku. Był wykorzystywany jako szkolny okręt artyleryjski. Po zakończeniu I wojny światowej okręt znajdował się na Bałtyku. Na podstawie porozumienia zawartego 18 listopada 1918 roku między zwycięskimi państwami a Niemcami, okręt przeszedł do Wielkiej Brytanii.

## Opis konstrukcji
Długość całkowita okrętu wynosiła 62,6 m, natomiast długość między pionami 62 m; szerokość maksymalna 6,22 m, a pełne zanurzenie 2,54 m, natomiast średnie zanurzenie wynosiło 2,07 m. Po przybyciu do Polski wartość zanurzenia wynosiła 1,55 m na dziobie oraz 1,80 m na rufie. Wyporność projektowa torpedowca wynosiła 340 ton, zaś pełna 421 ton. Kadłub był podzielony na sześć wodoszczelnych przedziałów. 
W dwóch przedziałach zostały umieszczone dwie turbiny AEG Vulcan o łącznej mocy 5500 KM. Turbiny poruszały bezpośrednio, bez przekładni redukcyjnych, dwa wały napędowe z trójłopatowymi śrubami o średnicy 1,68 m. W innych dwóch przedziałach znajdowały się cztery kotły wodnorurkowe typu Yarrow, których łączna powierzchnia grzewcza wynosiła 750 m². Dwa kotły opalane były ropą, a kolejne dwa węglem. Maksymalny zapas węgla wynosił 60 ton, a ropy 16,2 tony. Prędkość konstrukcyjna wynosiła 28 węzłów, lecz faktycznie okręty osiągały 29,4 węzła. Po przejęciu torpedowca przez PMW osiągał prędkość 20 węzłów. Zasięg pływania przy prędkości ekonomicznej 17 węzłów wynosił 1400 mil morskich, a dla maksymalnej prędkości 640 mil morskich. 
W niemieckiej służbie załoga okrętu liczyła 60 ludzi, w tym trzech oficerów i 57 podoficerów i marynarzy. W Polsce zgodnie z Dziennikiem Rozkazów MSWojsk Nr 1 z 18 stycznia 1921 roku etat załogi torpedowców typu V wynosił 5 oficerów oraz 74 podoficerów i marynarzy, w tym: 1 chorąży, 5 sierżantów, 11 plutonowych, 13 kaprali, 20 starszych marynarzy, 24 marynarzy.

### Uzbrojenie

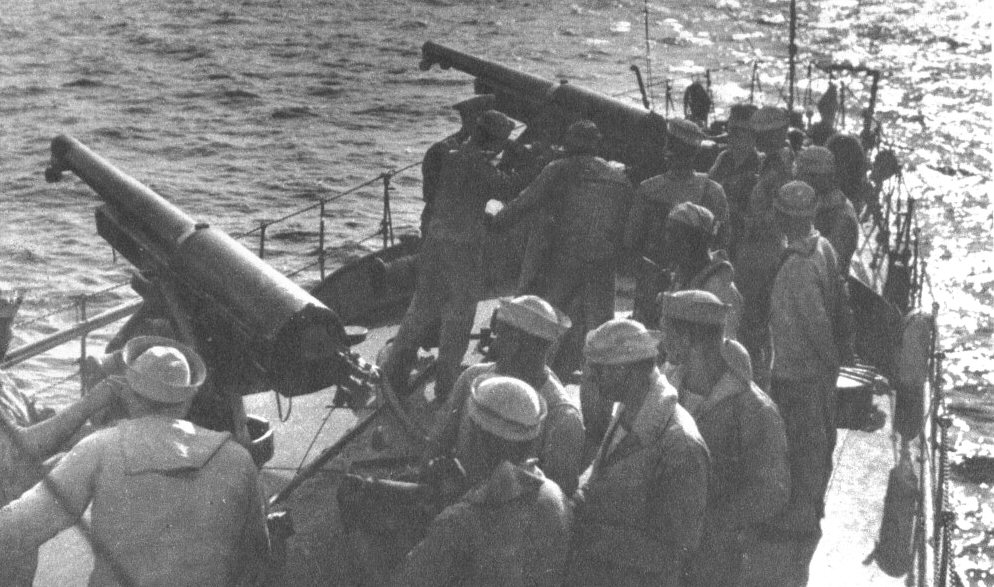
Dziobowe działa 75 mm (po 1931 roku)

Podczas służby w Kaiserliche Marine uzbrojenie torpedowca składało się z dwóch pojedynczych dział kal. 88 mm o długości 45 kalibrów (L/45) oraz dwóch pojedynczych wyrzutni torped kal. 450 mm. Po przejęciu okrętu przez PMW pozostała na nim jedna, dziobowa armata 88 mm, ale bez zamka.
Wkrótce po wcieleniu uzbrojono go w dwa działa kalibru 47 mm wz. 85 Hotchkiss oraz w dwa ckm-y Maxim wz. 08 kal. 7,92 mm. Dzięki uzyskanej pożyczce francuskiej „Mazur” został przezbrojony w 1925 roku w dwa pojedyncze działa Schneider wz. 97 kal. 75 mm na podstawach morskich. Jedno z nich ustawione było na rufie, drugie na dziobie. Ponadto w skład uzbrojenia okrętu wchodziły: jedna podwójna wyrzutnia torpedowa kalibru 450 mm oraz dwa ckm-y Maxim wz. 08 kal. 7,92 mm dla obrony przeciwlotniczej. 
W 1931 roku okręt został przezbrojony. Na pokładzie zamontowano kolejne dwie armaty 75 mm, zwiększając ich liczbę do czterech. Ponadto zdemontowano wyrzutnie torpedowe. W 1935 roku usunięto ostatnią rufową armatę 75 mm, a w jej miejsce zainstalowano automatyczną armatę przeciwlotniczą Vickers wz. 28 kal. 40 mm. Armata ta była włoskiej produkcji licencyjnej Vickers-Terni, ale zasilana z brytyjskich skrzynek na taśmę 25-nabojową. Przewidywano zapas amunicji 850 sztuk. W maju 1939 roku jednak szef służby uzbrojenia meldował, że z uwagi na zużycie mechanizmów, armata nie nadaje się już do strzelań przeciwlotniczych, a części zamienne do niej miały nadejść w 1940 roku. Wzmocniono również obronę przeciwlotniczą montując zdwojony najcięższy karabin maszynowy Hotchkiss wz. 30 kal. 13,2 mm. Ponadto w skład uzbrojenia wchodziły dwa ckm-y Maxim wz. 08 kalibru 7,92 mm.

## Przejęcie przez Polskę i transfer
Po zakończeniu I wojny światowej zwycięskie mocarstwa podzieliły pomiędzy siebie flotę niemiecką. Przy niechętnym stanowisku Wielkiej Brytanii, decyzją Rady Ambasadorów z 9 grudnia 1919 roku Polsce przyznano jedynie sześć torpedowców o łącznej wyporności 1200 ton. W listopadzie 1920 roku w Departamencie dla Spraw Morskich (DSM) rozpoczęto przygotowania do przejęcia okrętów. Do Rosyth udał się kontradmirał Wacław Kłoczkowski i 6 listopada wraz z brazylijskim attaché dokonał przeglądu znajdujących się tam torpedowców, będących w kiepskim stanie technicznym, które następnie w drodze losowania miały zasilić obydwie marynarki. Torpedowiec V 105 został przyznany Brazylii, lecz nowi nabywcy okrętu sprzedali go prywatnemu angielskiemu przedsiębiorstwu J.A. White. Firma, która zakupiła od Brazylii także bliźniaczy V 106, 28 kwietnia 1921 roku wysłała do DSM ofertę wymiany jednego z tych okrętów na przyznany Polsce A 69 (jako najbardziej zniszczony, pełnił rolę magazynu części zamiennych do remontu pozostałych torpedowców), za dopłatą 1000 funtów. Kontradmirał Kłoczkowski 30 czerwca zapoznał się z ofertą i rozpoczął pertraktacje z oferentem. W ich wyniku firma angielska zmniejszyła cenę do 900 funtów, a ponadto strona polska mogła wybrać okręt w lepszym stanie oraz uzupełnić brakujące części z drugiego. Na podstawie umowy kupna-zamiany podpisanej 5 sierpnia 1921 roku pomiędzy firmą J.A. White a DSM, reprezentowanym przez komandora Franciszka Dyrnę, V 105 został wymieniony za przyznany Polsce A 69. Jednostka przejęła bez oficjalnego rozkazu nazwę „Mazur”, którą od 23 lipca 1921 roku nosił zamieniony A 69. Również dowódca okrętu, komandor podporucznik Witold Zajączkowski mianowany na to stanowisko 10 lutego 1921 roku, przeniósł się ze zbytej na nabytą jednostkę.
Szef Departamentu Spraw Morskich, kontradmirał Kazimierz Porębski, podjął decyzję, że te torpedowce, które będą holowane, jak i te, które popłyną pod własną parą do kraju, wyruszą tego samego dnia. Wpływ na taką decyzję miały napływające z Anglii meldunki o stanie remontowanych torpedowców. Wynikało z nich, że „Kaszub”, „Kujawiak” i „Krakowiak” mogły nie dopłynąć do Polski samodzielnie. Rejs w jednym zespole znacząco zwiększał szanse dotarcia do kraju. Ponadto Porębski upoważnił kontradmirała Kłoczkowskiego do przeprowadzenia rozmów z prywatnymi firmami brytyjskimi w celu holowania polskich okrętów. Pomimo zaleceń kontradmirała Porębskiego 8 września 1921 roku grupa torpedowców w składzie: „Mazur”, „Ślązak” i „Góral”, nie czekając na wyjście pozostałej trójki wyruszyła w podróż do Polski, holowana przez holownik „Bullger”. Właścicielem jednostki było prywatne przedsiębiorstwo Leith Salvage & Towage Co. Ltd. Decyzja o wypłynięciu podyktowana była tym, iż zespół holowniczy mógł rozwinąć maksymalnie 7 węzłów, podczas gdy torpedowce płynące samodzielnie mogły osiągnąć 15 węzłów.
W związku z tym, że na pokładach torpedowców nie było żadnych urządzeń do holowania, wokół podstaw armat dziobowych owinięto łańcuch, a na rufie na „Mazurze” i „Góralu” zamontowano w stoczni w Leith w miejscu rufowych armat wystające ponad pokład na 1,5 metra stalowe rury, zespolone z pokładem stalowym kołnierzem oraz zamocowane do stępki okrętu. Ponadto na rufach okrętów zostały zainstalowane stalowe poręcze, a z jednostek zdemontowano ochraniacze śrub oraz śruby i przymocowano je do pokładów. Torpedowce zostały połączone 250 metrowym holem. Kolejność holowanych jednostek była następująca: pierwszy „Mazur”, w środku „Góral” i na końcu „Ślązak”. W czasie rejsu oficerowie porozumiewali się po rosyjsku, a podoficerowie w języku niemieckim, co wynikało z braku polskiej terminologii morskiej. W nocy jednak używano do komunikacji kodu sygnałowego w języku polskim. Holowane okręty nie miały paliwa, natomiast na ich pokładach doraźnie przymocowano części zamienne. Podczas silnego falowania na „Mazurze” jedna z zapasowych śrub zsunęła się za burtę, jednakże będąc przymocowana do pokładu powodowała znaczne zniszczenia w poszyciu kadłuba. Marynarze opanowali sytuację, podkładając odbijacze. Niekorzystna pogoda spowodowała, że na jedną noc przerwano holowanie, a torpedowce ustawiono dziobem do fali. Po siedmiu dniach holowania „Mazur” wraz z pozostałymi jednostkami dotarł 14 września do Gdańska.

## Służba w Polsce

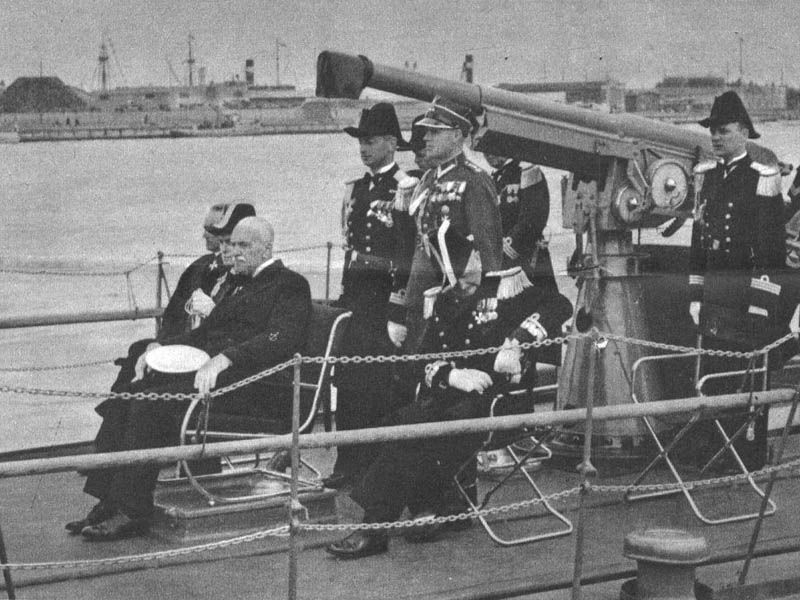
Prezydent Ignacy Mościcki na rufie ORP „Mazur” obserwuje paradę okrętów i lotnictwa morskiego z okazji „Dni Morza” w 1937 roku

Po przybyciu „Mazura” do Gdańska, 15 września 1921 roku dokonano oględzin jednostki. Okręt wymagał pilnego remontu. Komisja Zakupów powołana 20 lipca 1921 roku pod przewodnictwem generała Tadeusza Bobrowskiego rozpoczęła, jeszcze w czasie kiedy okręt znajdował się w Anglii, poszukiwanie firm, które mogłyby go wyremontować. Komisja do składania wstępnych ofert zaprosiła cztery przedsiębiorstwa: Krajowe Stocznie Okrętowe (KSO), Crichton z Åbo, Danziger Werft i Mühring z Holandii. Stocznie z wyjątkiem holenderskiej złożyły swoje oferty. Zgodnie z ofertą Danziger Werft remont torpedowca typu V miał kosztować 1,3 mln marek niemieckich (bez uzupełnienia wyposażenia), a oferta KSO opiewała na ok. 1,8 mln marek. Komisja 23 września 1921 roku po zapoznaniu się z ofertami stwierdziła, że nie podano w nich szczegółowego zakresu remontu, a stocznia z Abo nie podała ceny. Postanowiono przeprowadzić przetarg jeszcze raz. Zaproszono do złożenia ofert również dwie prywatne firmy: elbląską stocznię Schichaua i gdańską Wojana. Swoją ofertę przysłała tylko ta druga stocznia, jednak nie uwzględniła w niej ceny remontu. Stocznia Danziger Werft poinformowała, że nie jest w stanie dotrzymać warunków finansowych i terminów przedstawionych w poprzedniej ofercie. Z kolei KSO podtrzymała swoją ofertę. Komisja zakupów 5 listopada 1921 roku uznała, że zawierają niepełne kosztorysy. Ostatecznie wybrano ofertę KSO, ale firma musiała nadesłać poprawiony kosztorys. Później jednak Komisja uznała zwycięską ofertę za niemożliwą do realizacji, gdyż zakładała ona remont okrętu w nieistniejącej stoczni w Tczewie. Wobec powyższego zdecydowano przeprowadzić remont systemem gospodarczym z udziałem załogi, w oparciu o Warsztaty Portu Wojennego Puck i Lotnictwa Morskiego.
Niewyremontowany „Mazur” udał się na miejsce zimowania do Gdańska na wyspę Holm (Ostrów). Remont trwał długo i okręt rozpoczął służbę pod biało-czerwoną banderą 1 sierpnia 1922 roku, jako pierwszy z trzech remontowanych torpedowców, a następnego dnia miało miejsce uroczyste podniesienie bandery. Został następnie włączony w skład Dywizjonu Torpedowców. Torpedowce służyły w kolejnych latach głównie do szkolenia. Według relacji, w sierpniu 1922 roku z dwoma torpedowcami „Mazur” odbył rejs do Sundu i z powrotem, lecz dotarł tylko do Bornholmu z powodu zaszlakowania palenisk. Okręt wziął udział 29 kwietnia 1923 roku w uroczystościach otwarcia i poświęcenia „Tymczasowego Portu Wojennego i Schroniska dla Rybaków” w Gdyni.

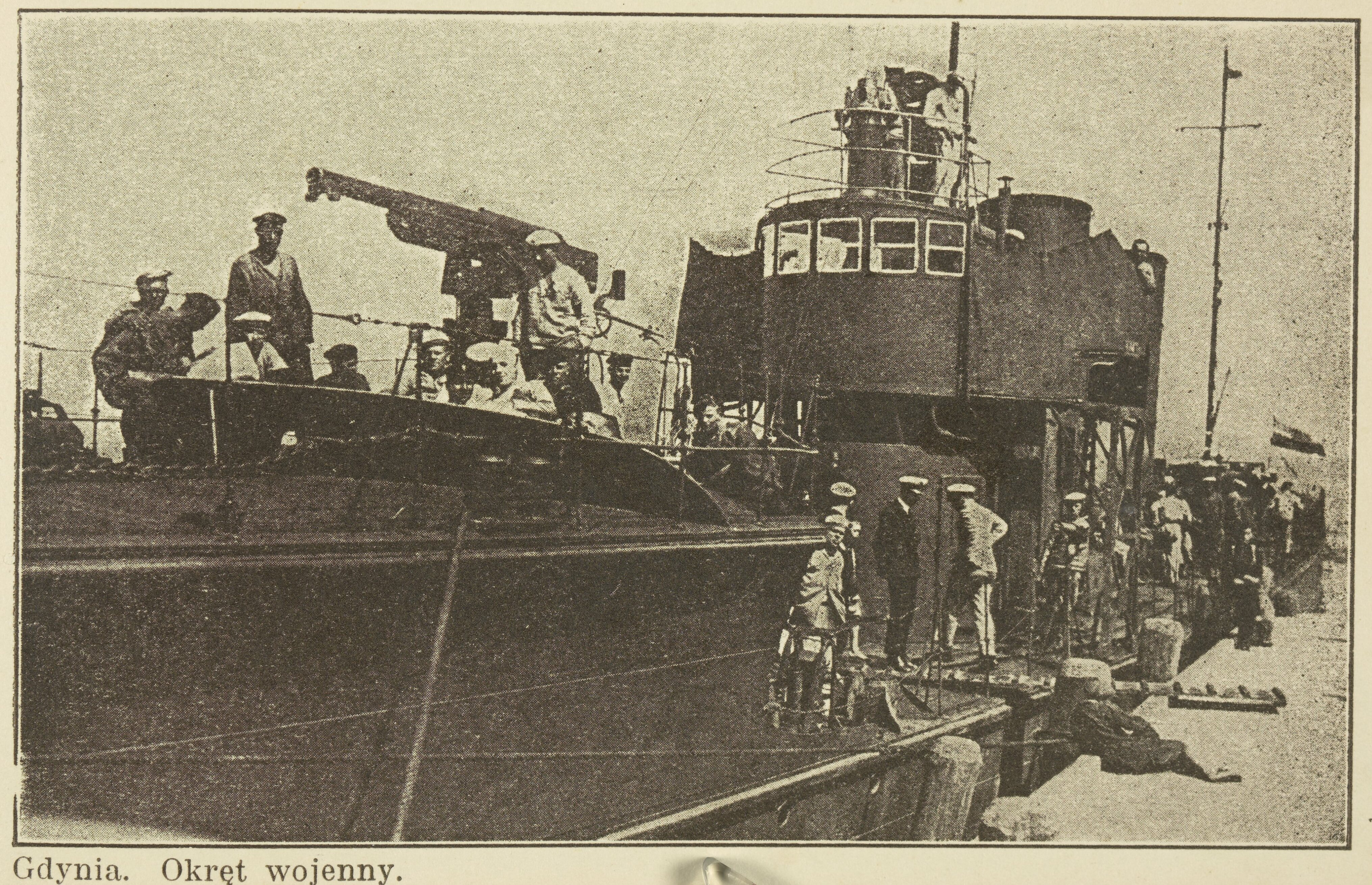
ORP „Mazur” w połowie lat 20. XX wieku

Uzbrojenie torpedowca po wejściu do służby składało się z dwóch działek Hotchkiss kal. 47 mm oraz z dwóch ckm kal. 7,92 mm. W 1925 roku okręt przezbrojono w dwie armaty na podstawach morskich kal. 75 mm; zamontowano też podwójną wyrzutnię torped kal. 450 mm oraz tory minowe. Podstawowym zadaniem „Mazura” było szkolenie nowych kadr dla marynarki wojennej. W tym celu odbywał rejsy do portów bałtyckich. We wrześniu 1924 roku brał udział w wizycie w Szwecji. W lipcu 1925 roku wraz z „Podhalaninem” odbył rejs szkoleniowy z podchorążymi do Kalmaru (ORP „Kaszub”, który miał do nich dołączyć, zatonął w tym czasie 20 lipca na skutek wybuchu kotła). W czerwcu 1927 roku torpedowiec przewiózł z Gdyni do Gdańska trumnę z prochami Juliusza Słowackiego, przywiezioną z Francji transportowcem „Wilja”. „Mazur” pełnił rolę okrętu witającego w czasie wizyty 31 lipca 1929 roku na redzie w Gdyni zespół włoskich krążowników szkolnych „Francesco Ferrucio” i „Pisa”. Między 8 a 13 sierpnia 1930 roku pełnił wraz z „Wichrem” i innymi torpedowcami rolę okrętu eskorty dla statku „Polonia”, na pokładzie którego płynął z oficjalną wizytą do Estonii Prezydent Rzeczypospolitej Ignacy Mościcki. Już wcześniej 1 kwietnia 1930 roku „Mazur” został przydzielony do Dywizjonu Szkolnego i zdecydowano przebudować go na szkolny okręt artyleryjski. W 1931 roku został przebudowany, przy czym przedłużono mu pokład dziobowy zabudowując „studnię” przed nadbudówką, w celu uzyskania dodatkowych pomieszczeń dla załogi, oraz zmieniono uzbrojenie, instalując cztery działa kalibru 75 mm i usuwając wyrzutnie torped. Przebudowa została wykonana w Stoczni Gdyńskiej we współpracy z Danziger Werft w Gdańsku. 6 sierpnia 1931 roku, podczas szkolenia, nieuzbrojona torpeda ćwiczebna wystrzelona ze „Ślązaka”, która miała przejść pod dnem, z powodu awarii mechanizmu głębokości trafiła w burtę „Mazura”, powodując przebicie i zalanie przedziału. Okręt o własnych siłach doszedł do portu, gdzie trafił do naprawy dokowej. Między 1932 a lipcem 1937 roku nosił duże białe cieniowane litery burtowe „MR”. W 1935 rozpoczęto kolejną przebudowę, podczas której usunięto mu tylny komin i tylny maszt oraz jedno z dział wymieniono na armatę przeciwlotniczą kalibru 40 mm. Między 27 a 29 czerwca 1936 roku witał przebywający z wizytą w Gdańsku niemiecki krążownik „Leipzig”. Po zakończeniu przebudowy, 1 czerwca 1937 roku, został ponownie wcielony do służby w PMW pod dowództwem kapitana marynarki Mariana Wojcieszka. Pełnił następnie funkcję okrętu Centrum Wyszkolenia Specjalistów Floty, zorganizowanego w 1935 roku.

### Udział w wojnie obronnej

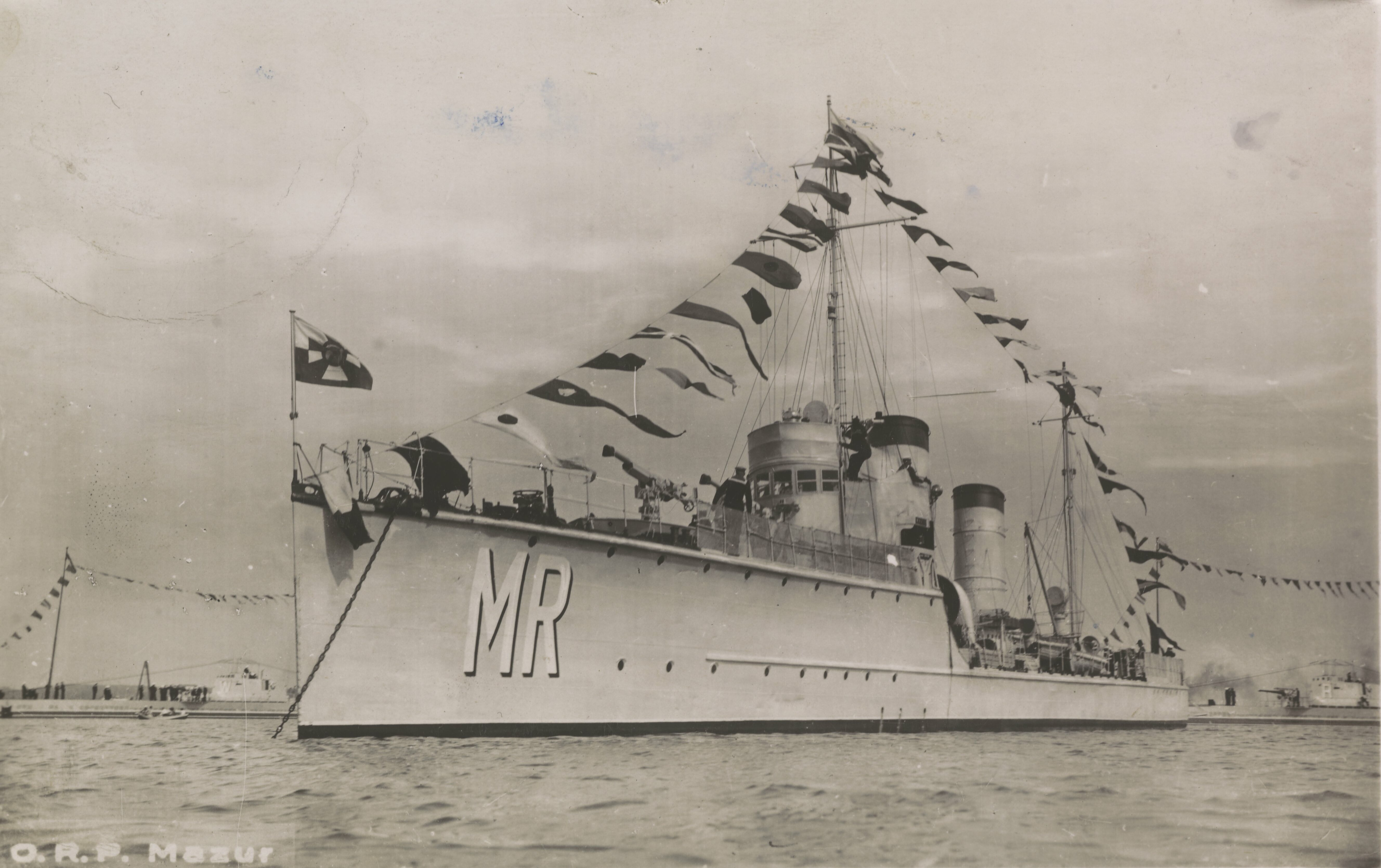
ORP „Mazur” w latach 1932–1935

Przed wybuchem wojny „Mazur” wykonywał zadania związane z transportem materiałów wojskowych z Gdyni na Hel. Wybuch wojny zastał go w porcie wojennym na Oksywiu, gdzie był zacumowany przy zachodnim molo w basenie nr 2. Dowódcą okrętu był kpt. mar. Tadeusz Rutkowski. Funkcję zastępcy dowódcy pełnił por. mar. Jacenty Dehnel, a oficerem wachtowym był ppor. mar. Bartosz Siemaszko. Tego dnia okręt miał ewakuować na Hel pracownicę Samodzielnego Referatu Informacyjnego Dowództwa Floty, Annę Starkównę. O godz. 14.00 port zaatakowały 32 niemieckie samoloty nurkujące Junkers Ju 87B „Stuka” z eskadry IV.(St)/LG 1. Gotowy do wyjścia z portu „Mazur”, z połową załogi maszynowej na stanowiskach prowadził ogień przeciwlotniczy z działka 40 mm oraz z karabinów maszynowych kal. 13,2 mm oraz 7,92 mm. Pod koniec nalotu nad okręt nadleciał bombowiec, który zrzucił trzy bomby. Pierwsza z nich trafiła w część dziobową odrywając ją od pozostałej części okrętu. Druga eksplodowała przy molo na wysokości działa nr 1 i nr 2, a jej wybuch odrzucił okręt od nabrzeża na ok. 70 metrów. Przez zerwane poszycie zaczęła wlewać się woda, a okręt powoli zaczął tonąć. Pomimo licznych zniszczeń oraz straty około 40 ludzi, pozostali członkowie załogi prowadzili ogień przeciwlotniczy. Najdłużej – do czasu, aż fale zmyły ich z pokładu, walczyli por. mar. Jacenty Dehnel oraz artylerzysta mar. Wacław Armada obsługujący rufowe działo przeciwlotnicze kal. 40 mm.
Z wraku zostały zdemontowane i ustawione na lądzie armaty 75 mm. Pozostałe uzbrojenie zamontowano w improwizowanym pociągu pancernym „Smok Kaszubski”, który używała Lądowa Obrona Wybrzeża. Po zakończeniu działań wojennych wrak został wydobyty przez Niemców i pocięty na złom.

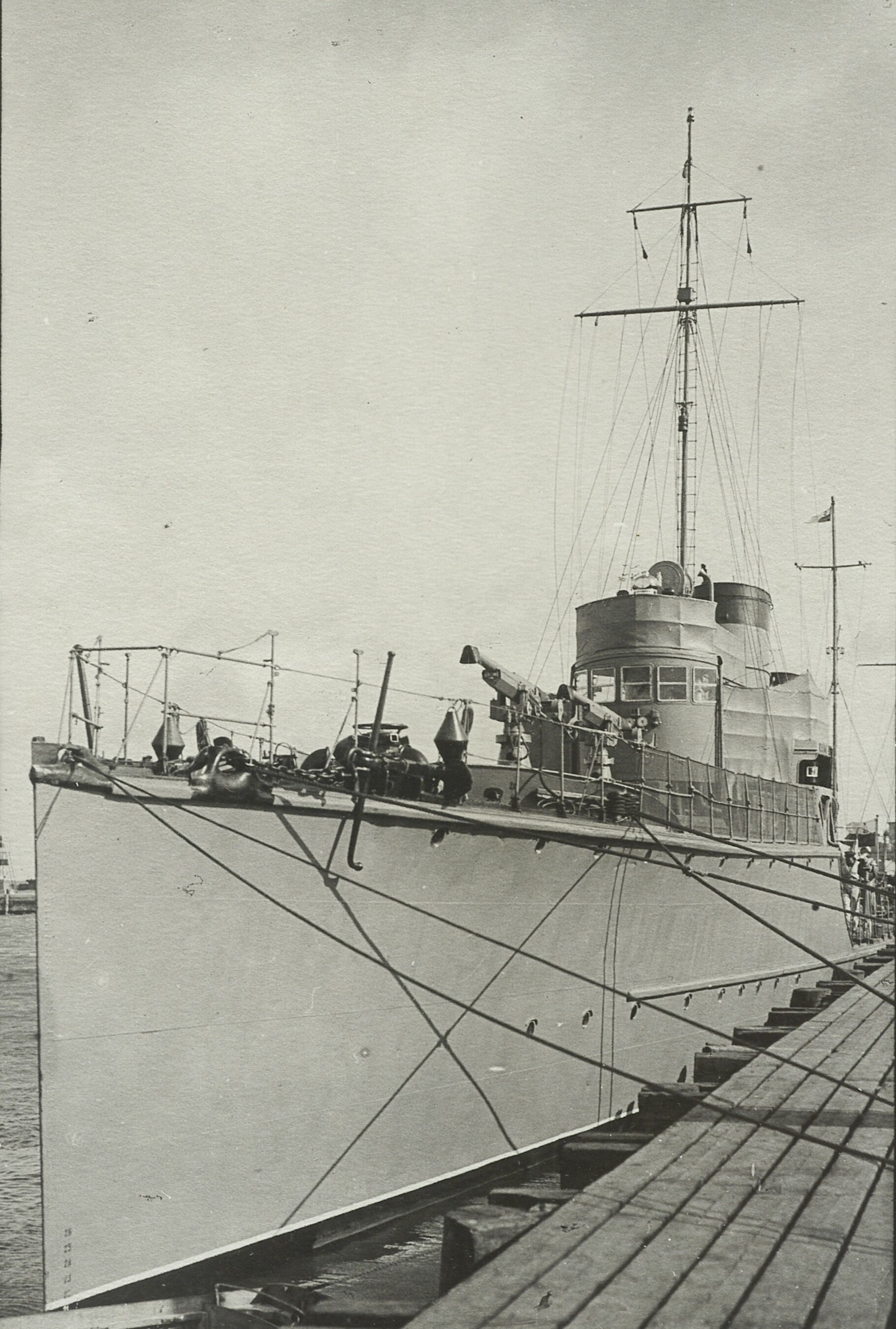
ORP „Mazur” w Gdyni, lata 30.

| Dowódcy okrętu                           | Dowódcy okrętu                       | Dowódcy okrętu |
| ---------------------------------------- | ------------------------------------ | -------------- |
| kmdr ppor. Witold Zajączkowski           | 10 lutego 1921 – 1 października 1922 |                |
| kmdr ppor. Antoni Wąsowicz               | 1 października 1922 – 1924           |                |
| kmdr ppor. Mieczysław Bereśniewicz       | 1924                                 |                |
| kpt. mar. Michał Borowski                | 1 czerwca 1924 – 1 września 1925     |                |
| kmdr ppor. Włodzimierz Steyer            | 1925 – październik 1926              |                |
| kpt. mar. Stanisław Nahorski             | 1926–1927                            |                |
| kpt. mar. Aleksander Hulewicz            | 1927                                 |                |
| kmdr ppor. Włodzimierz Steyer            | 1929                                 |                |
| kpt. mar. Włodzimierz Kodrębski          | 1930                                 |                |
| kpt. mar. Romuald Gintowt-Dziewiałtowski | 1930–?                               |                |
| kpt. mar. Ludwik Ziembicki               | 1931–1933                            |                |
| por. mar. Marian Romanowski              | 1934–?                               |                |
| kpt. mar. Wojciech Francki               | 1935                                 |                |
| kpt. mar. Stanisław Mieszkowski          | 1 czerwca 1935 – ?                   |                |
| kpt. mar. Marian Wojcieszek              | 1 czerwca 1937 – 6 czerwca 1938      |                |
| kpt. mar. Kazimierz Sulisz               | 6 czerwca 1938 – 14 września 1938    |                |
| kpt. mar. Tadeusz Rutkowski              | 5 czerwca 1939 – 1 września 1939     |                |